# Biblioteca comunale degli Intronati
La Biblioteca comunale degli Intronati est une bibliothèque publique de la ville de Sienne en Italie. Elle a été fondée en 1758 à la suite de la donation par l'archidiacre Sallustio Bandini de sa collection de 2 886 volumes. Son nom actuel lui a été donné en 1932 en l'honneur de l'Accademia degli Intronati, une académie littéraire qui avait occupé les mêmes locaux de 1722 à 1802.